# 毒疣鮋
毒疣鮋為輻鰭魚綱鮋形目鮋亞目絨皮鮋科的其中一種，為亞熱帶海水魚，分布於西印度洋莫三比克至南非海域，體長可達8.5公分，棲息在底層水域，生活習性不明，具有毒性。